# Хан Пхиль Хва
Хан Пхиль Хва (кор. 한필화, 21 января 1942) — северокорейская конькобежка, призёр Олимпийских игр.

## Биография
Родилась в 1942 году в Нампхо. В 1964 году стала обладательницей серебряной медали Олимпийских игр в Инсбруке. В 1965 году заняла 5-е место на чемпионате мира. В 1966 году на чемпионате мира в классическом многоборье стала 3-й на дистанции 3000 м, однако в общем зачёте в итоге оказалась лишь 6-й. В 1972 году приняла участие в Олимпийских игр в Саппоро, но медалей не завоевала.